# Adigio Benítez Gimeno
Adigio Benítez Jimeno (Santiago de Cuba, 26 de enero de 1924 — La Habana, 8 de mayo de 2013). pintor cubano.

## Vida y Obra.
Nació el 26 de enero de 1924 en Santiago de Cuba. Desde mediados de la década del 40 sus caricaturas y dibujos políticos aparecen en diversas publicaciones de la prensa progresista de esa época
Ha realizado diseños de carteles, vallas e ilustraciones de libros entre los que se encuentran el cartel de Jesús Menéndez, Premio de la Prensa Obrera de Cuba en el año 1948.
Sus primeros óleos datan de 1953, fecha en que comienza una prolífica labor como pintor, dibujante y diseñador gráfico. Fue profesor fundador de la Escuela Nacional de Artes Plásticas y el Instituto Superior de Arte. En 1987 dicho instituto le otorga la categoría docente especial de Profesor de Mérito.
Entre 1979 y 1983 presidió la Asociación Internacional de Artistas Plásticos. Es miembro del Consejo Nacional de la Unión de Escritores y Artistas de Cuba desde su creación.
Ha realizado una veintena de exposiciones personales y ha participado en más de cien exposiciones colectivas nacionales e internacionales. Ha desarrollado una importante labor en la promoción de las Artes Plásticas como jurado de salones, concursos y comisarios de exposiciones de arte cubano.
Tiene publicado 4 cuadernos de poesía y realizado 6 murales. En 1994 recibe la Orden “Félix Varela” de Primer Grado, máxima condecoración que otorga el Estado Cubano en el sector de la actividad cultural. Es galardonado con el 2002 que otorga el Consejo Nacional de las Artes Plásticas por el conjunto de su obra artística.
Sus obras forman parte de la Colección de Arte Cubano del Museo Nacional de Bellas Artes, así como de otras instituciones y colecciones públicas y privadas.

## El artista
Sus principales estudios los desarrolló desde 1943 a 1949 en la Escuela Nacional de Bellas Artes “San Alejandro”, La Habana(Cuba).
De 1949 a 1953 y de 1959 a 1965 fue dibujante caricaturista del Periódico Hoy de La Habana. Fue fundador y profesor de dibujo de la Escuela Nacional de Arte de La Habana y del Instituto Superior de Arte. Es miembro del Consejo Nacional de la Unión de Escritores y Artistas de Cuba [UNEAC] y Miembro de Honor de la Asociación Internacional de Artes Plásticas [AIAP]del que fue su presidente. Su curriculum cuenta con una treintena de exposiciones personales y 150 exposiciones colectivas. Ha pintado 4 murales en Cuba y 2 en México. Se ha desempeñano como jurado de varios salones y concursos entre ellos el de la Trienal de la Pintura Realista Comprometida en Sofía (Bulgaria) en el año 1976.Tiene publicado 4 cuadernos de poesía

## Exposiciones personales
En 1962 y 1963 presentó su exposición personal "Óleos, dibujos y poemas de Adigio Benítez" en la Galería de La Habana, en la Galería de Oriente, Santiago de Cuba, en la Galería de Cienfuegos y Galería de Matanzas, Cuba. En 1964 mostró "Adigio Benítez. Obreros, máscaras y paisajes". Al año siguiente expone "Adigio Benítez. Exposición retrospectiva" Museo Nacional de Bellas Artes, La Habana. En 1996 expuso "Beldades y trebejos. Pinturas y dibujos de Adigio Benítez" Centro de Prensa Internacional, La Habana.

## Exposiciones colectivas
En 1960 estuvo presente en la exposición colectiva de la Segunda Bienal Interamericana de México. Palacio de Bellas Artes, Museo Nacional de Arte Moderno, México, D.F., México. En 1961 estuvo en la VI Bienal de Sâo Paulo Museu de Arte Moderna. Parque Ibirapuera, Sâo Paulo (Brasil). En el año 1962 participó en la muestra colectiva de la VII Bienal de Sâo Paulo. Parque Ibirapuera, Sâo Paulo, (Brasil). En 1966 lo hizo con Pintura Cubana Contemporánea ["10 Pintores Cubanos"] en la Due Mondi Galleria d’arte internazionale, Roma (Italia). En 1984 se presentó en la 1a Bienal de La Habana. Museo Nacional de Bellas Artes, La Habana.

## Premios
En 1959 obtuvo el Premio Adquisición. Salón Anual 1959. Pintura, Escultura y Grabado, Museo Nacional de Bellas Artes, La Habana. En 1963 nuevamente logró el Premio Adquisición. Primer Salón Nacional de Dibujos/1962, Biblioteca Nacional José Martí de La Habana. En el año 1976 le fue conferido el Premio de la II Trienal de Realismo Comprometido, Sofía, (Bulgaria). En 1981 fue mención. Primer Salón Nacional de Pequeño Formato. Salón Lalo Carrasco, Hotel Habana Libre, La Habana y le fue conferida la Distinción por la Cultura Nacional por el Consejo de Estado de la República de Cuba. También obtuvo el Gran Premio René Portocarrero del Salón de Artes Plásticas de la UNEAC en el año 1985. Museo Nacional de Bellas Artes, La Habana. En el año 2002 obtiene el Premio Nacional de Artes Plásticas que otorga el Consejo Nacional de las Artes Plásticas del Ministerio de Cultura de Cuba, por el conjunto de toda su obra y en el año 2003 obtiene el Premio Nacional de Enseñanza Artística.

## Medallas, Diplomas y distinciones
- 1963 Orden Alfredo López. Sindicato de la Prensa y el Libro, por 25 años o más de labor en el sector.
- 1969-75 Periodista destacado durante siete años consecutivos. Periódico "Granma".
- 1972 Diploma 25 años en el periodismo.
- 1981 Diploma "Raúl Gómez García", Por más de 30 años en el sector del Arte y la Cultura.
- Diploma Fundador de la Escuela Nacional de Arte.
- 1983 Distinción por la Educación Cubana.
- Categoría docente de Profesor Auxiliar, ISA.
- Presidente de Honor de la AIAP.
- 1986 Diploma por 20 años ininterrumpidamente en el Sector Cultural.
- Diploma Fundador del Instituto Superior de Arte.
- Diploma Miembro Fundador de la UNEAC.
- Vanguardia Nacional del Sindicato Nacional de la Cultura.
- 1987 Categoría docente especial de Profesor de Mérito del ISA
- 1988 Medalla de la Ciudad de Santiago de las Vegas.
- Diploma Centenario de "La Edad de Oro". Primer encuentro Taller de promoción cultural para niños y adolescentes.
- 1990 Medalla "Alejo Carpentier".
- 1991 Diploma de Fundador de la UNEAC.
- 1992 Diploma al Mérito Pedagógico. Ministerio de Cultura.
- 1994 Orden "Félix Varela" de 1.er grado. Medalla " José Maria Heredia".Santiago de Cuba.

## Obras en Colección
Su obra se encuentra en las colecciones de Arte Cubano del Museo Nacional de bellas Artes de la Habana, en [Casa de las Américas] de La Habana.En el [Fondo Cubano de Bienes Culturales] de La Habana. En el Instituto Superior de Arte (ISA), también de La Habana. Museo Ignacio Agramonte, Camagüey (Cuba). Entre otras instituciones y colecciones cubanas y extranjeras
- Datos: Q5657726